# Tour de Romandia 2008

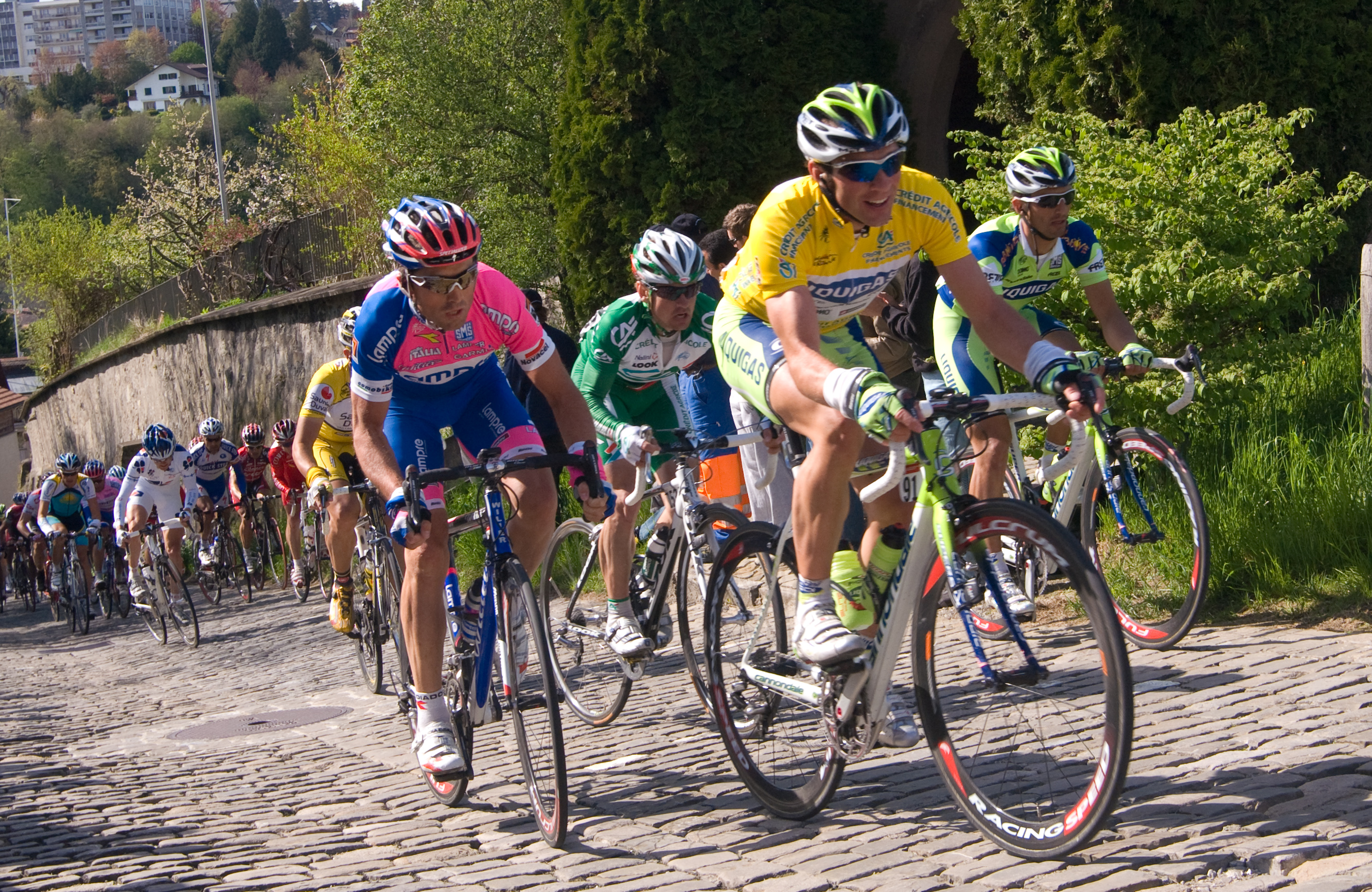

El Tour de Romandia 2008 és la 62a edició del Tour de Romandia i es disputà entre el 29 d'abril i el 4 de maig de 2008 a Suïssa. Aquesta fou la sisena prova de l'UCI ProTour 2008.
El vencedor final de la cursa fou Andreas Klöden del Team Astana que superà en 35" al txec Roman Kreuziger, del Liquigas.

## Etapes
| Etapa    | Data       | Recorregut               | Km       | Vencedor d'etapa         | Líder de la classificació general |
| Pròleg   | 29 d'abril | Ginebra - Ginebra ((CRI) | 2 km     | Mark Cavendish (GBR)     | Mark Cavendish (GBR)              |
| 1a etapa | 30 d'abril | Morges - Saignelégier    | 184.8 km | Maksim Iglinski (KAZ)    | Michael Albasini (SUI)            |
| 2a etapa | 1 de maig  | Moutier - Friburg        | 172.1 km | Robbie McEwen (AUS)      | Michael Albasini (SUI)            |
| 3a etapa | 2 de maig  | Sion (CRI)               | 18.8 km  | Andreas Klöden (GER)     | Andreas Klöden (GER)              |
| 4a etapa | 3 de maig  | Sion - Zinal             | 127 km   | Francesco de Bonis (ITA) | Andreas Klöden (GER)              |
| 5a etapa | 4 de maig  | Le Bouveret - Lausana    | 154.2 km | Daniele Bennati (ITA)    | Andreas Klöden (GER)              |

### Pròleg
29 d'abril de 2008. Ginebra, 1,9 km (CRI)
|   | Ciclista         | Equip          | Temps     |
| - | ---------------- | -------------- | --------- |
| 1 | Mark Cavendish   | Team High Road | 2' 07".60 |
| 2 | Daniele Bennati  | Liquigas       | + 0"      |
| 3 | Michael Albasini | Liquigas       | + 1"      |
| 4 | Björn Schröder   | Team Milram    | + 1"      |
| 5 | Bradley Wiggins  | High Road      | + 1"      |

|   | Ciclista         | Equip          | Temps  |
| - | ---------------- | -------------- | ------ |
| 1 | Mark Cavendish   | Team High Road | 2' 07" |
| 2 | Daniele Bennati  | Liquigas       | + 0"   |
| 3 | Michael Albasini | Liquigas       | + 1"   |
| 4 | Björn Schröder   | Team Milram    | + 1"   |
| 5 | Bradley Wiggins  | Team High Road | + 1"   |

### Etapa 1
30 d'abril de 2008. Morges - Saignelégier, 182,4 km
|   | Ciclista          | Equip             | Temps      |
| - | ----------------- | ----------------- | ---------- |
| 1 | Maksim Iglinski   | Team Astana       | 4h 47' 28" |
| 2 | Michael Albasini  | Liquigas          | m. t.      |
| 3 | Markus Zberg      | Team Gerolsteiner | m. t.      |
| 4 | Thomas Dekker     | Rabobank          | + 2"       |
| 5 | Alexander Efimkin | Quick Step        | m. t.      |

|   | Ciclista         | Equip             | Temps      |
| - | ---------------- | ----------------- | ---------- |
| 1 | Michael Albasini | Liquigas          | 4h 49' 30" |
| 2 | Maksim Iglinski  | Team Astana       | + 1"       |
| 3 | Markus Zberg     | Team Gerolsteiner | + 8"       |
| 4 | Roman Kreuziger  | Liquigas          | m. t.      |
| 5 | Thomas Dekker    | Rabobank          | + 9"       |

### Etapa 2
1 de maig de 2008. Moutier - Friburg, 170 km
|   | Ciclista           | Equip             | Temps      |
| - | ------------------ | ----------------- | ---------- |
| 1 | Robbie McEwen      | Silence-Lotto     | 4h 16' 16" |
| 2 | Daniele Bennati    | Liquigas          | m. t.      |
| 3 | Matti Breschel     | Team CSC          | m. t.      |
| 4 | Markus Zberg       | Team Gerolsteiner | m. t.      |
| 5 | Aleksandr Botxarov | Crédit Agricole   | m. t.      |

|   | Ciclista         | Equip             | Temps      |
| - | ---------------- | ----------------- | ---------- |
| 1 | Michael Albasini | Liquigas          | 9h 05' 46" |
| 2 | Maksim Iglinski  | Astana            | +1"        |
| 3 | Markus Zberg     | Team Gerolsteiner | +8"        |
| 4 | Roman Kreuziger  | Liquigas          | +8"        |
| 5 | Thomas Dekker    | Rabobank          | +9"        |

### Etapa 3
2 de maig de 2008. Sion - Sion, 18,8 km (CRI)
|   | Ciclista            | Equip            | Temps   |
| - | ------------------- | ---------------- | ------- |
| 1 | Andreas Kloden      | Astana Team      | 25' 32" |
| 2 | Thomas Dekker       | Rabobank         | +6"     |
| 3 | Stef Clement        | Bouygues Telecom | +20"    |
| 4 | Tony Martin         | Team High Road   | +21"    |
| 5 | Gustav Erik Larsson | Team CSC         | +25"    |

|   | Ciclista        | Equip          | Temps      |
| - | --------------- | -------------- | ---------- |
| 1 | Andreas Kloden  | Astana Team    | 9h 31' 58" |
| 2 | Thomas Dekker   | Rabobank       | +5"        |
| 3 | Roman Kreuziger | Liquigas       | +35"       |
| 4 | Vladímir Gússev | Astana Team    | +38"       |
| 5 | Marco Pinotti   | Team High Road | +43"       |

### Etapa 4
3 de maig de 2008. Sion - Zinal, 112,4 km
Una esllavissada va forçar els organitzadors a anul·lar la tercera ascensió del dia, Saint-Luc, quedant l'etapa en aquests 112,4 km.
|   | Ciclista           | Equip              | Temps      |
| - | ------------------ | ------------------ | ---------- |
| 1 | Francesco de Bonis | Team Gerolsteiner  | 3h 28' 06" |
| 2 | John Gadret        | Ag2r-La Mondiale   | + 3"       |
| 3 | Manuel Beltrán     | Liquigas           | + 5"       |
| 4 | Sandy Casar        | Française des Jeux | + 7"       |
| 5 | Roman Kreuziger    | Liquigas           | m. t.      |

|   | Ciclista        | Equip             | Temps       |
| - | --------------- | ----------------- | ----------- |
| 1 | Andreas Kloden  | Astana            | 12h 59' 41" |
| 2 | Roman Kreuziger | Liquigas          | +35"        |
| 3 | Marco Pinotti   | Team High Road    | +43"        |
| 4 | Denís Ménxov    | Rabobank          | +45"        |
| 5 | Mikel Astarloza | Euskaltel-Euskadi | +54"        |

### Etapa 5
4 de maig de 2008. Le Bouveret - Lausana, 159,4 km
|   | Ciclista        | Equip             | Temps      |
| - | --------------- | ----------------- | ---------- |
| 1 | Daniele Bennati | Liquigas          | 3h 43' 39" |
| 2 | Markus Zberg    | Team Gerolsteiner | m. t.      |
| 3 | Maksim Iglinski | Team Astana       | m. t.      |
| 4 | Matti Breschel  | Team CSC          | m. t.      |
| 5 | Bjorn Schröder  | Team Milram       | m. t.      |

|   | Ciclista        | Equip             | Temps       |
| - | --------------- | ----------------- | ----------- |
| 1 | Andreas Kloden  | Astana            | 12h 59' 41" |
| 2 | Roman Kreuziger | Liquigas          | +35"        |
| 3 | Marco Pinotti   | Team High Road    | +43"        |
| 4 | Denís Ménxov    | Rabobank          | +45"        |
| 5 | Mikel Astarloza | Euskaltel-Euskadi | +54"        |

## Classificacions finals

### Classificació general
|    | Ciclista                   | Equip                 | Temps       |
| -- | -------------------------- | --------------------- | ----------- |
| 1  | Andreas Kloden             | Astana                | 12h 59' 41" |
| 2  | Roman Kreuziger            | Liquigas              | +35"        |
| 3  | Marco Pinotti              | Team High Road        | +43"        |
| 4  | Denís Ménxov               | Rabobank              | +45"        |
| 5  | Mikel Astarloza            | Euskaltel-Euskadi     | +54"        |
| 6  | Sandy Casar                | La Française des Jeux | +1'05"      |
| 7  | Juan Manuel Garate         | Quick Step            | +1'08"      |
| 8  | John Gadret                | AG2R-La Mondiale      | +1'14"      |
| 9  | Maksim Iglinski            | Team Astana           | +1'48"      |
| 10 | José Ángel Gómez Marchante | Saunier Duval-Scott   | +1'52"      |

### Classificació de la muntanya
|   | Ciclista           | Equip                 | Punts |
| - | ------------------ | --------------------- | ----- |
| 1 | Francesco de Bonis | Team Gerolsteiner     | 35    |
| 2 | Stef Clement       | Bouygues Télécom      | 28    |
| 3 | Rémy Di Gregorio   | La Française des Jeux | 21    |

### Classificació per punts
|   | Ciclista        | Equip        | Punts |
| - | --------------- | ------------ | ----- |
| 1 | Daniele Bennati | Liquigas     | 39    |
| 2 | Marcus Zberg    | Gerolsteiner | 37    |
| 3 | Maksim Iglinski | Team Astana  | 36    |

### Classificació dels esprints
|   | Ciclista         | Equip           | Punts |
| - | ---------------- | --------------- | ----- |
| 1 | Morris Possoni   | Team High Road  | 12    |
| 2 | Alexandre Moos   | BMC Racing Team | 12    |
| 3 | Michael Albasini | Liquigas        | 12    |

## Evolució de les classificacions
| Etapa (Vencedor)                | Classificació general | Classificació de la muntanya | Classificació dels esprints | Classificació per punts |
| ------------------------------- | --------------------- | ---------------------------- | --------------------------- | ----------------------- |
| Pròleg Mark Cavendish           | Mark Cavendish        | no n'hi ha                   | Mark Cavendish              | Mark Cavendish          |
| Primera etapa Maksim Iglinski   | Michael Albasini      | Patxi Vila                   | Morris Possoni              | Michael Albasini        |
| Segona etapa Robbie McEwen      | Michael Albasini      | Patxi Vila                   | Morris Possoni              | Michael Albasini        |
| Tercera etapa Andreas Kloden    | Andreas Klöden        | Patxi Vila                   | Morris Possoni              | Michael Albasini        |
| Quarta etapa Francesco de Bonis | Andreas Klöden        | Francesco de Bonis           | Morris Possoni              | Andreas Klöden          |
| Cinquena etapa Daniele Bennati  | Andreas Klöden        | Francesco de Bonis           | Morris Possoni              | Daniele Bennati         |

## Classificació individual de l'UCI ProTour 2008 després d'aquesta cursa
| Posició | Ciclista           | Equip             | Punts |
| ------- | ------------------ | ----------------- | ----- |
| 1       | Damiano Cunego     | Lampre            | 73    |
| 2       | André Greipel      | High Road         | 62    |
| 3       | Alberto Contador   | Astana            | 58    |
| 4       | Thomas Dekker      | Rabobank          | 54    |
| 5       | Andreas Klöden     | Astana            | 53    |
| 6       | Stijn Devolder     | Quick Step        | 50    |
| 7       | José Joaquín Rojas | Caisse d'Epargne  | 45    |
| 8       | Mikel Astarloza    | Euskaltel-Euskadi | 45    |
| 9       | Cadel Evans        | Silence-Lotto     | 42    |
| 10      | Óscar Freire       | Rabobank          | 40    |
| 11      | Roman Kreuziger    | Liquigas          | 40    |
| 12      | Nick Nuyens        | Cofidis           | 40    |

- 62 ciclistes han aconseguit un punt a l'UCI Pro Tour 2008